# Boeing KC-767
Le Boeing KC-767 est un avion ravitailleur militaire et de transport stratégique, dérivé du Boeing 767-200ER. Le ravitailleur reçut la dénomination KC-767A en 2002, après avoir été choisi par l'US Air Force pour remplacer l'ancien Boeing KC-135 Stratotanker, la version finalement utilisée par l'USAF étant depuis nommée Boeing KC-46.

## Caractéristiques
La transformation en ravitailleur des 8 B-767 italiens et japonais a eu lieu dans l'usine Boeing de Wichita aujourd'hui fermée.
Pour les missions de transport, le KC-767A peut être configuré dans différentes configurations, tout en respectant la limite de charge maximale de 25 000 kilogrammes :
- jusqu'à 200 personnes peuvent être chargées dans la configuration passagers ;
- dans la configuration cargo, il est possible de charger 19 palettes militaires standards OTAN 463 l et neuf conteneurs du type normalement utilisé pour les aéronefs civils dans les deux cales inférieures ;
- dans la configuration combinée, il est possible de charger jusqu'à 100 passagers et 10 palettes 463 l, ainsi que neuf conteneurs du type normalement utilisé pour les aéronefs civils dans les deux cales inférieures.

Pour les missions de ravitaillement en vol, le KC-767A peut contenir jusqu'à 70 tonnes de carburant et est équipé d'une station ventrale rigide, ainsi que de trois stations de ravitaillement flexibles, toutes de type sonde, une en position ventrale, et une à chaque bout d'aile.
Les flux maximaux de transfert de carburant pour les différentes stations sont les suivants :
- jusqu'à 900 gallons par minute pour la station de sonde rigide ;
- jusqu'à 600 gallons par minute pour la station de sonde ventrale flexible ;
- jusqu'à 400 gallons par minute pour les stations de sonde d'extrémité d'aile flexibles.

Le KC-767A peut à son tour être réapprovisionné en vol via un système de sonde rigide utilisant le réceptacle principal approprié à un débit maximal de 900 gallons par minute.

## Histoire

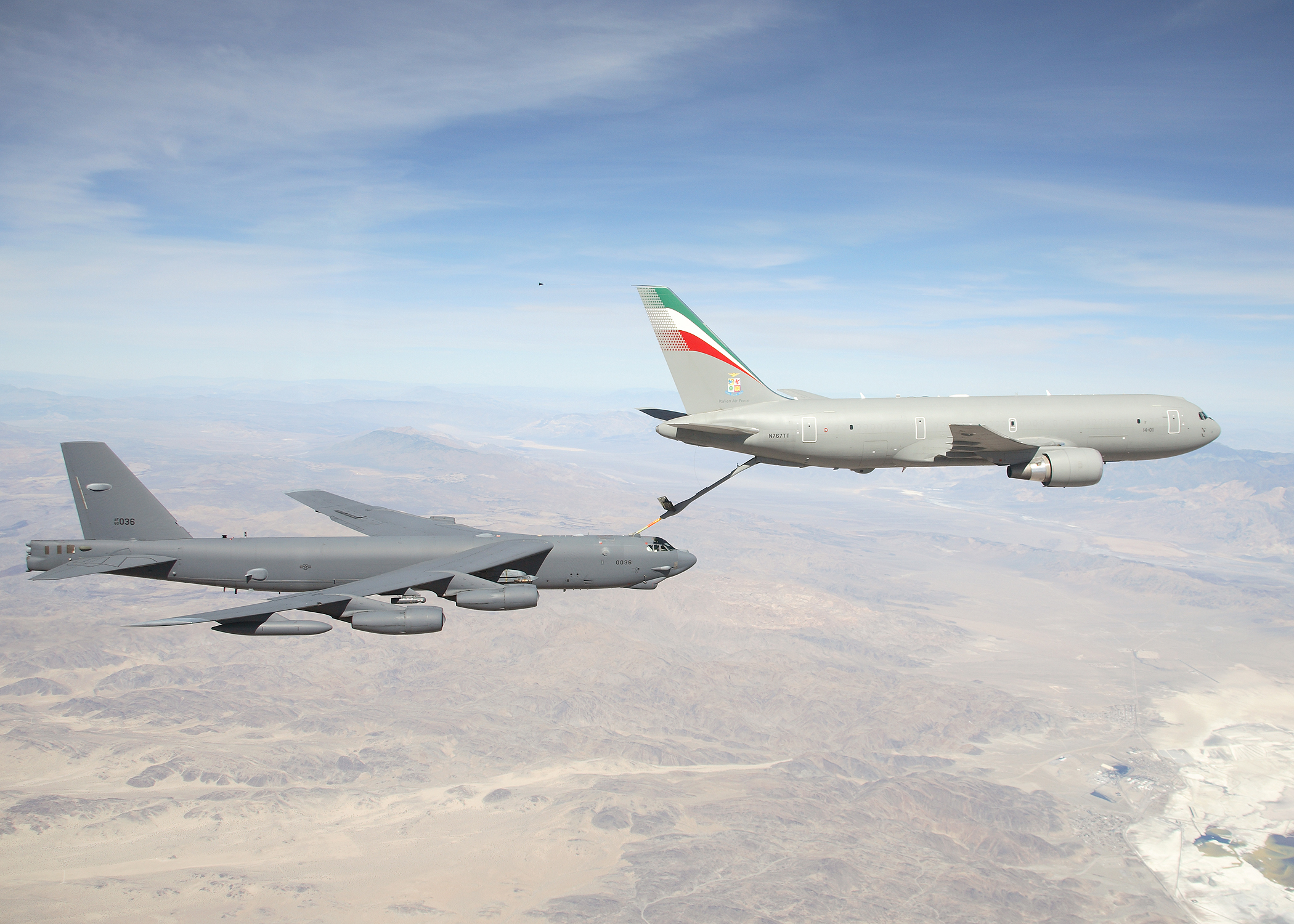
Un KC-767 italien ravitaillant un B-52 le 5 mars 2007 lors des essais en vol au-dessus du désert des Mojaves.

En décembre 2003, le contrat pour l'USAF a été suspendu à la suite d'allégations de corruption puis annulé en 2006.
Le premier client est l'Italie qui signe un contrat en 2002 pour quatre appareils dont la livraison est prévue en 2005. Basé sur un 767-200ER modifié, le premier vol a eu lieu le 21 mai 2005 mais les quatre appareils n'entrent en service dans l'Aeronautica Militare qu'à partir de 2011 à cause de problèmes techniques. Ils appartiennent au 8e groupe de vol de la 14e escadre et sont stationnés à la base aérienne Mario de Bernardi à Pomezia.

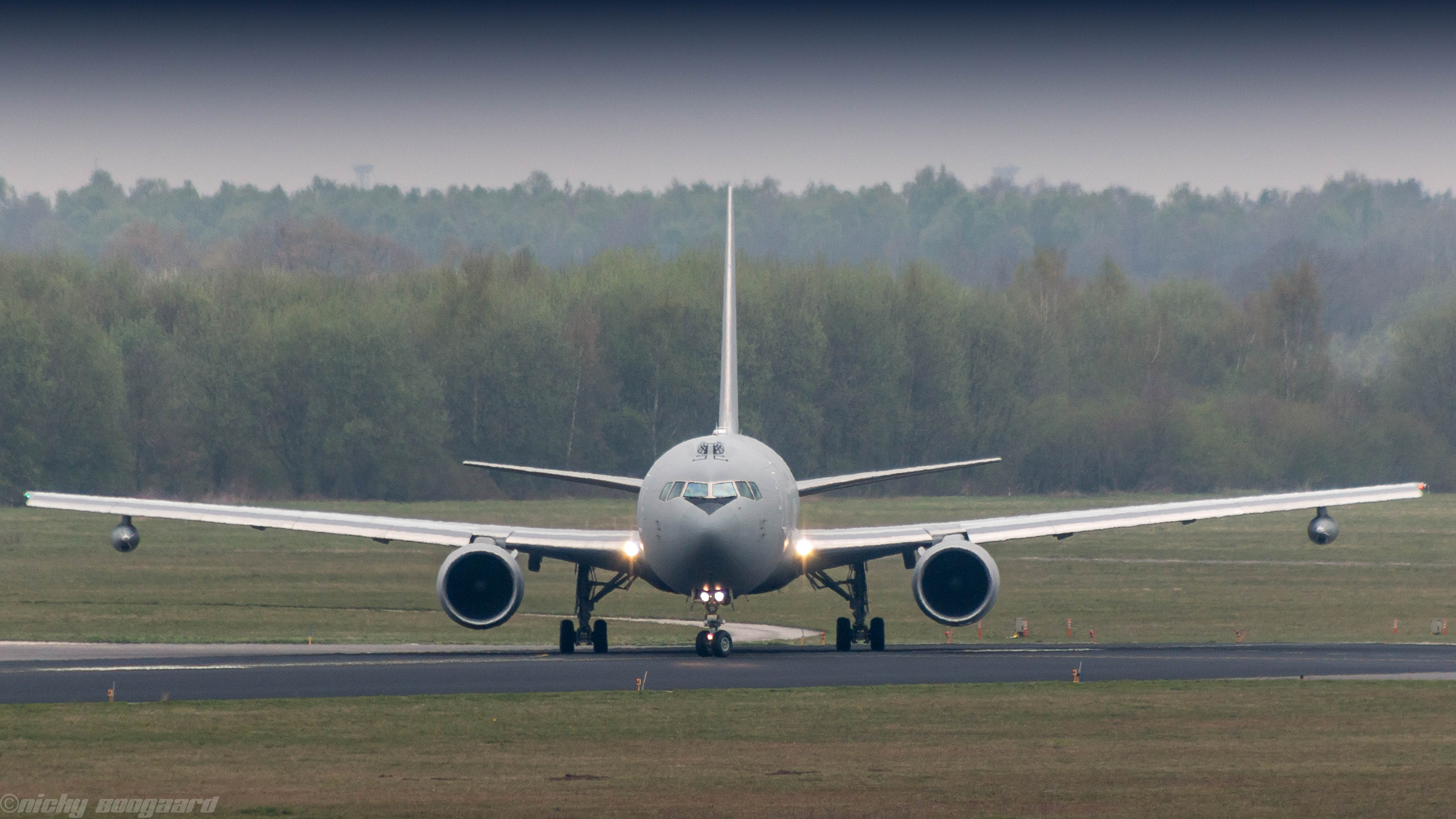
Un KC-767A italien vu de face en 2017.

Voici leurs immatriculation et date d'entrée en service :
- reg MM62229 • c/n 33689 • ln 952 (25 janvier 2011)
- reg MM62227 • c/n 33687 • ln 930 (11 mars 2011)
- reg MM62226 • c/n 33686 • ln 912 (10 novembre 2011)
- reg MM62228 • c/n 33688 • ln 941 (20 janvier 2012)

La Force aérienne d'autodéfense japonaise reçoit quatre KC-767J entre le 19 février 2008 et 2010. Ce modèle des tout premiers ravitailleurs en vol en sa possession a été choisi en grande partie pour sa cellule commune avec les 4 Boeing E-767 qu'elle utilise déjà. Ils sont regroupés dans le 404e escadron de ravitailleurs de transport aérien (第404飛行隊) de la 1re Escadre de transport aérien tactique stationné sur la base aérienne de Komaki à l'aéroport de Nagoya. Constitué le 26 mars 2009, il commence ses opérations le 1er avril 2010. Le dernier des appareils entre en service en octobre 2014. Notons qu'en décembre 2018, le Japon passe une commande pour deux exemplaires du Boeing KC-46, le second devant être livré en 2021.

### Conversion de Israel Aerospace Industries

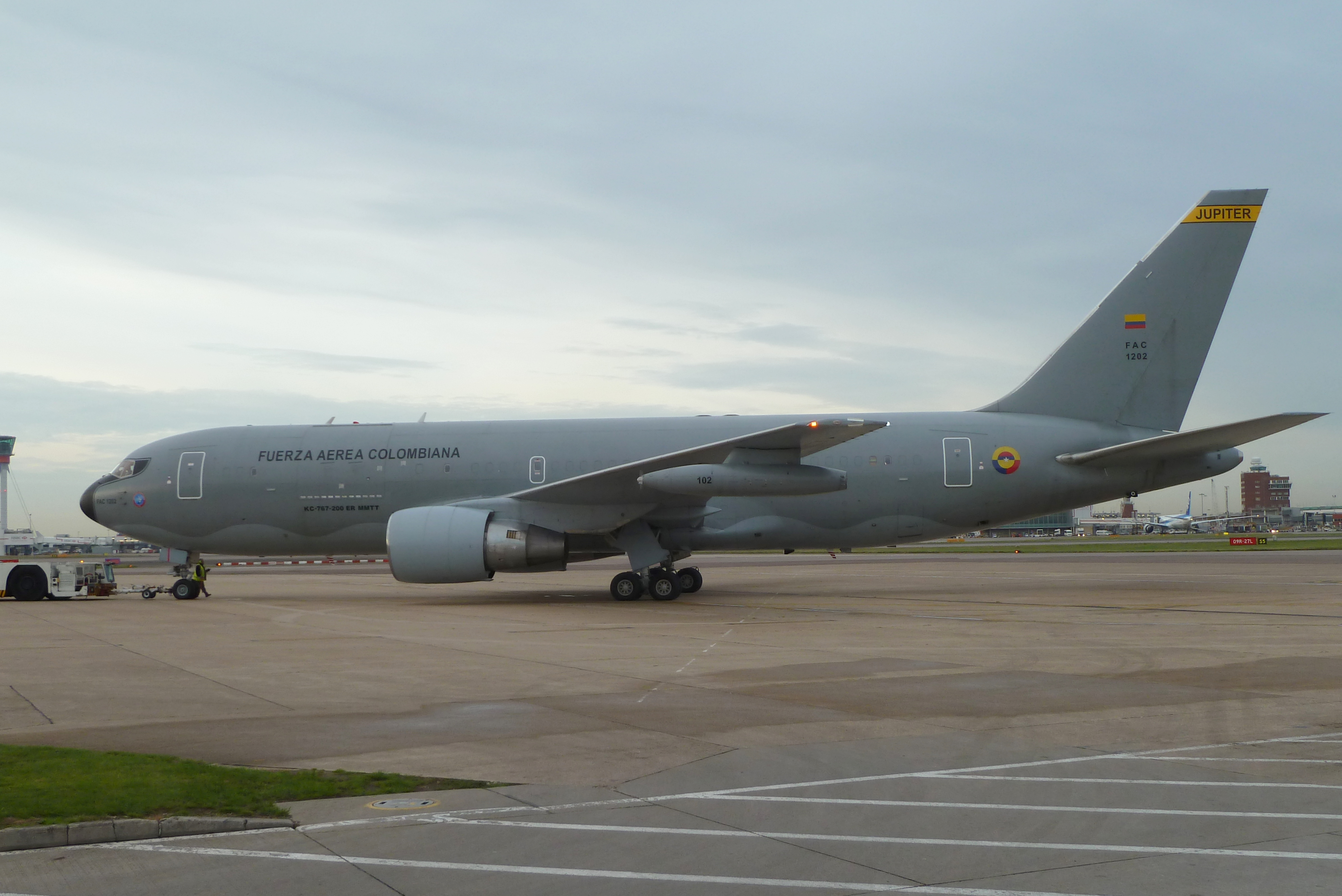
Le KC-767-200 ER MMTT Jupiter lors d'un contrôle technique sur l’aéroport de Londres-Heathrow le 23 novembre 2011.

Israel Aerospace Industries (IAI) a repris le concept avec le KC-767-200 ER MMTT développé à la demande de la Colombie qui permet à l’avion d’être configuré simultanément pour le ravitaillement en vol, le transport de fret et de passagers, selon le souhait de l'opérateur. L’avion dispose également d’une porte cargo permettant le transport de palettes. Les sièges passagers et les consoles de guidage au ravitaillement en vol, peuvent être rapidement installés ou enlevés. 
Un seul appareil a été converti à ce standard début 2018, il s'agit d'un 767-2J6 ER qui a servi avec la compagnie aérienne Air China jusqu'à son acquisition en mai 2009 pour couvrir le contrat négocié entre le gouvernement colombien et la société IAI (Israel Aircraft Industries). Après l’acquisition, le dispositif a été transféré à l’aéroport international de Tel Aviv-David Ben Gourion, siège de la société IAI, où la transformation en la version MMTT susmentionnée a commencé, dont les traits les plus visibles sont les deux nacelles de ravitaillement, des sites bas sur le bord des ailes. modèle APR-3. Les travaux ont été achevés à l'été 2010 et, après avoir effectué les tests obligatoires et les vols de réception en novembre de la même année, avec une escale à l'aéroport de Los Rodeos (Ténérife-Îles Canaries), l'avion s'est rendu à l'aéroport international El Dorado pour rejoindre le groupe de transport aérien 81 rattaché au Commandement aérien de transport militaire (Comando Aéreo de Transporte Militar, CATAM) de la force aérienne colombienne. L'appareil, immatriculé FAC 1202 et baptisé « Jupiter », peut transporter 210 passagers ou 25 tonnes de fret au maximum.

## Opérateurs
Italie
- Aeronautica Militare - 4 KC-767A

 Japon
- Force aérienne d'autodéfense japonaise - 4 KC-767J

 Colombie
- Force aérienne colombienne - 1 KC767 MMTT

## Échec des négociations
Brésil
- Force aérienne brésilienne - Dans le cadre du contrat KC-X2 annoncé le 14 mars 2014, 3 B767-300ER de seconde main devaient être convertis en ravitailleurs par IAI. Il est annulé en décembre 2016[5].